# Ternovo
Ternovo, ukrajinsky Терново, maďarsky Kökényes, je obec (sídlo městského typu) v neresnyckém územním společenství (hromadě), v okrese Ťačiv, v Zakarpatské oblasti Ukrajiny. Obec leží u řeky Teresvy. Je zde vlastivědné muzeum. V roce 2025 žilo v Ternovu 4302 obyvatel; v celé obci pak 8792 obyvatel.

## Části obce
- Ternovo
- Vyšovatyj
- Petrušiv

## Historie
Obec je poprvé zmíněna v roce 1404 (podle jiných pramenů až v roce 1494). Kdysi se zde primitivním způsobem těžila sůl.. V roce 1910 žilo v Ternovu 3093 lidí, mezi nimiž bylo 2153 Rusínů, 879 Němců a 57 Maďarů.
Do uzavření Trianonské smlouvy byla obec součástí Uherska, poté byla součástí Československa. Za první československé republiky zde byl obecní notariát a poštovní úřad. Od 15. dubna 1939 byla obec součástí samostatného státu Karpatská Ukrajina; o několik dní později bylo Zakarpatí obsazeno maďarskými vojsky. Od roku 1945 obec patřila k Ukrajinské sovětské socialistické republice, která byla součástí SSSR, a nakonec od roku 1991 patří samostatné Ukrajině.
Obcí do roku 1999 procházela úzkokolejná dráha Teresva-Usť-Čorna. Po železnici jezdily osobní i nákladní vozy. Železnice v současné době není v provozu, trať je rozebrána.

## Náboženské stavby
- Chrám sv. Mikuláše Divotvorce, z roku 1929
- Chrám sv. Trojice, z roku 1930
- Iljinský mužský monastýr